# Gudari Eguna
El Gudari Eguna (literalmente en español: Día del Soldado) es una efeméride celebrada en el entorno del nacionalismo vasco. El Partido Nacionalista Vasco lo celebra el 28 de octubre en recuerdo del fusilamiento de 42 soldados del Euzko Gudarostea ocurrido en octubre de 1937 en el Penal de El Dueso en Santoña, Cantabria, durante la guerra civil española. La izquierda abertzale lo celebra el 27 de septiembre, fecha de la ejecución de dos miembros de ETA político-militar, Juan Paredes «Txiki» y Ángel Otaegui.
Hasta principios del siglo XXI, la celebración pública del Gudari Eguna solía ser prohibida por las autoridades judiciales alegando que los individuos y organizaciones convocantes enaltecían el terrorismo de ETA.